# Floyd Landis
Floyd Landis (* 14. Oktober 1975 in Farmersville, Lancaster County, Pennsylvania) ist ein ehemaliger US-amerikanischer Radrennfahrer, dessen Erfolg bei der Tour de France 2006 aufgrund nachgewiesenen Dopings aberkannt wurde.

## Karrierebeginn und -höhepunkt

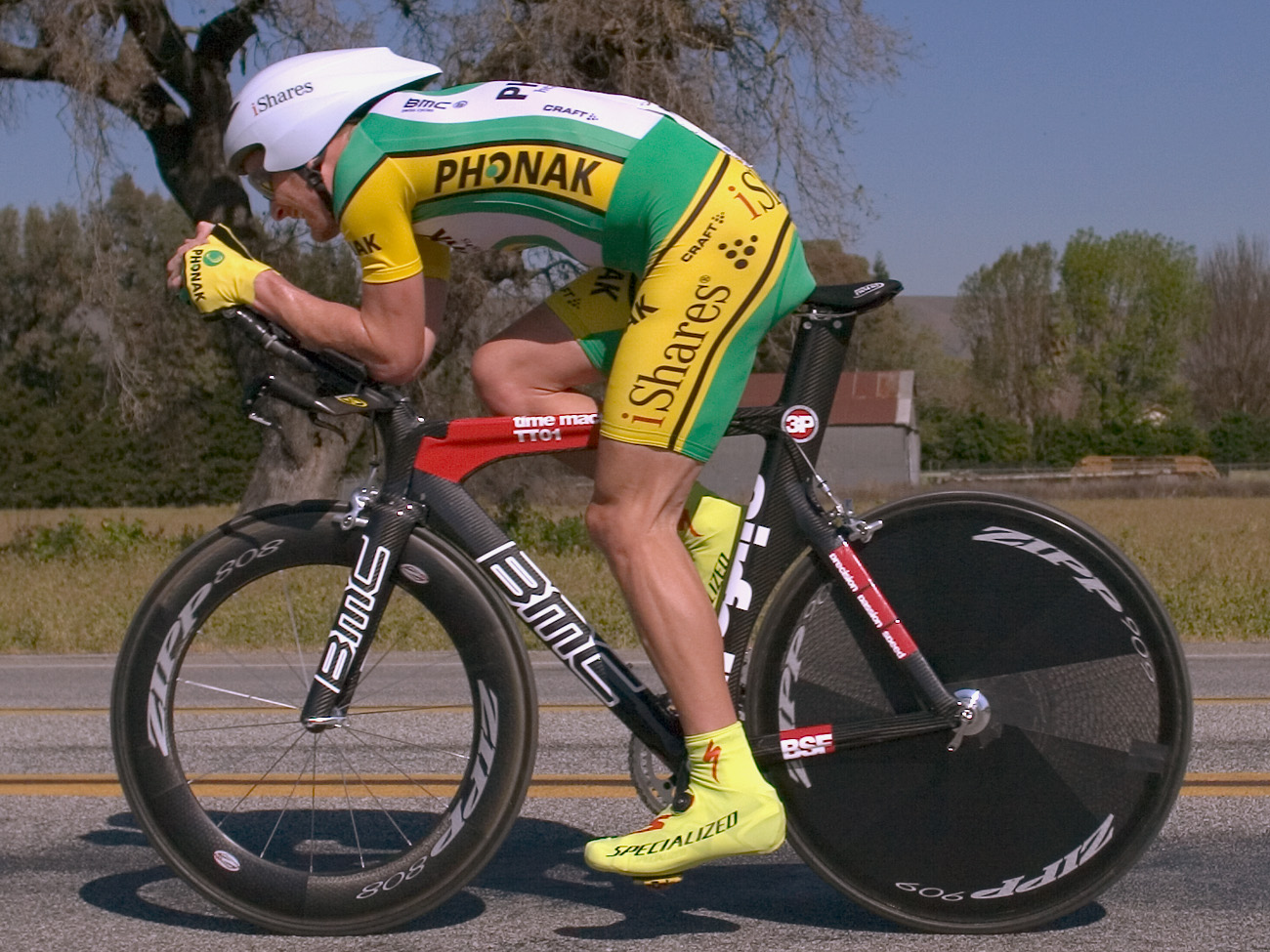
Landis während der Tour of California 2006

Der Sohn einer mennonitischen Familie begann seine Profikarriere 1999 bei Mercury. 2002 wechselte er zum US Postal Service Pro Cycling Team, bei dem er 2004 zu einem der wichtigsten Helfer von Lance Armstrong wurde.
Nach einem Sturz im Januar 2003 entwickelte sich eine Femurkopfnekrose auf der rechten Seite, die erst am 19. November 2004 diagnostiziert wurde. Im Herbst 2006 unterzog sich Landis einer Operation, bei der er ein neues Hüftgelenk erhielt. Wegen dieses Hüftleidens durfte er Cortison nehmen, ein Medikament, das auf der Doping-Liste steht.
Die Tour de France 2006 bestritt Landis für das Schweizer Team Phonak Hearing Systems, dem er seit 2005 angehörte. Nach seinen Siegen bei der Kalifornien-Rundfahrt, bei Paris-Nizza und der Tour de Georgia galt er als einer der Favoriten auf den Sieg. Auf der 11. Etappe nach Val d’Aran eroberte er das Gelbe Trikot, das er dann auf der 13. Etappe kampflos an Óscar Pereiro abgab, der zusammen mit Jens Voigt fast 30 Minuten vor dem Hauptfeld ins Ziel kam. Auf der 15. Etappe nach L’Alpe d’Huez holte er es sich zurück, hatte aber am nächsten Tag einen Einbruch. Landis verlor zehn Minuten, wodurch die Führung wieder an Óscar Pereiro zurückging. Am Tag darauf gewann er die 17. Etappe nach Morzine im Alleingang, wodurch er wiederum sieben Minuten gut machte und vor den letzten drei Etappen auf dem dritten Platz der Gesamtwertung lag. Nach der 19. Etappe am 22. Juli übernahm er erneut das Gelbe Trikot und wurde in Paris als Gesamtsieger ausgezeichnet.

## Dopingaffäre
Nach der Tour de France 2006 wurde bekannt, dass Landis nach seinem Solosieg bei der 17. Etappe positiv auf Dopingmittel getestet wurde. Landis stritt Doping zunächst ab. Die erhöhten Testosteron-Werte versuchte er unter anderem mit Alkoholkonsum, mit den Cortisonspritzen für seine Hüftprobleme (s. o.) und mit der Medikation für seine Schilddrüsenunterfunktion zu erklären. 2006 fand ein Hackerangriff auf das französische Dopinglabor Châtenay-Malabry statt, für den Landis und sein Manager 2011 verurteilt wurden. Durch diese Tat verschafften sie sich Zugang zu internen Unterlagen und verschickten daraufhin gefälschte Dokumente an Sportverbände, das IOC und Journalisten, die eine Häufung von Fehlern bei Analysen von Dopingproben belegen sollten. Die Verhandlung vor der USADA wurde auf März 2007 angesetzt, aber später auf den 14. Mai 2007 verschoben, ebenso eine Anhörung vor der französischen Antidoping-Agentur (AFLD). Landis hatte kurz zuvor seinen Verzicht auf einen Start bei der Tour de France 2007 erklärt. Die USADA hatte bereits während der Tour 2006 zusätzliche Tests anderer B-Proben Landis' in Auftrag gegeben.
Am 14. Mai 2007 begann die öffentliche Verhandlung vor der USADA in Malibu, Kalifornien. Für einen Eklat sorgte am selben Tag der selbst als Zeuge geladene ehemalige Radprofi und Tour-de-France-Sieger Greg LeMond. Es stellte sich heraus, dass dieser durch Will Geoghegan, Manager und Freund von Landis, erpresserische Anrufe erhalten hatte.
Am 20. September 2007 wurde Landis der Tour-de-France-Sieg 2006 durch den Radsport-Weltverband UCI aberkannt, nachdem das Schiedsgericht der American Arbitration Association ihn, rückwirkend für zwei Jahre, bis zum 20. Januar 2009 gesperrt hatte. Diese Entscheidung wurde durch den Internationalen Sportgerichtshof CAS in seinem Urteil vom 30. Juni 2008 bestätigt. Floyd Landis wurde somit endgültig als Rundfahrtsieger 2006 gestrichen. Das Gericht bestätigte darüber hinaus die Dopingsperre und zudem ein Strafgeld in sechsstelliger Höhe.

## Comeback und Karriereende
2009 fuhr er für das OUCH-Maxxis-Team und nahm an der Kalifornien-Rundfahrt teil. In der Saison 2010 wollte Landis ursprünglich für das Rock-Racing-Team an den Start gehen. Nachdem diesem Team jedoch von der Union Cycliste Internationale die Lizenz verweigert worden war, unterschrieb er beim Team Bahati Foundation.
Fast vier Jahre nach seinem Tour-de-France-Sieg, am 20. Mai 2010, gab Landis – der seine Kampagne gegen die Dopingsperre u. a. über Spenden seiner Fans finanzierte – zu, die meiste Zeit seiner Karriere gedopt zu haben. Er gab an, im Jahr 2002 – als er für das Team US Postal fuhr – mit dem Doping begonnen zu haben. Zudem beschuldigte er Lance Armstrong, ebenfalls leistungsfördernde Mittel genommen zu haben.
Am 15. Februar 2010 wurde bekannt, dass Frankreich einen nationalen Haftbefehl gegen Landis erlassen hatte. Der Grund war, dass Landis nicht zur Anhörung vor einem Gericht in Nanterre erschienen war. In der Anhörung ging es um die Vorwürfe, dass Landis widerrechtlich an geheime Labordaten eines französischen Anti-Dopinglabors gekommen sei. Im September 2006 wurde in das Computersystem des Labors eingebrochen, daraufhin hat die französische Anti-Doping-Agentur eine Strafanzeige gegen Unbekannt eingereicht.
Im Januar 2011 zog sich Landis aus dem Profi-Radsport zurück.

## Berufliches nach dem Radsport
2016 gründete Floyd Landis in Denver, Colorado, das Unternehmen Floyd of Leadville, das Cannabis-Produkte vertreibt.

## Erfolge
1999
- eine Etappe Cascade Classic

2000
- eine Etappe Tour de Langkawi
- Gesamtwertung Tour du Poitou-Charentes

2004
- Gesamtwertung und eine Etappe Algarve-Rundfahrt

2005
- eine Etappe Tour de Georgia

2006
- Gesamtwertung Paris–Nizza
- Gesamtwertung Tour of California
- Gesamtwertung Tour de Georgia